# Élisabeth de Lorraine (1574-1635)
Élisabeth de Lorraine, née à Nancy le 9 octobre 1574 et morte à Braunau am Inn le 4 janvier 1635, est la première épouse du duc Maximilien Ier de Bavière.

## Biographie
Élisabeth de Lorraine est la benjamine des enfants du duc Charles III de Lorraine et de la duchesse née Claude de France. Sa mère meurt l'année suivant sa naissance en mettant au monde son neuvième enfant, une fille qui ne survit pas. La puissante grand-mère maternelle des princes de Lorraine, Catherine de Médicis, veuve du roi Henri II, prend soin de ses petits-enfants. Elle appelle à sa cour l'aînée d'entre eux Christine qu'elle marie en 1589 au chef de sa famille, un de ses cousins, le grand-duc de Toscane Ferdinand Ier de Médicis. La vieille reine meurt le 5 janvier 1589 dans une France déchirée par les guerres de religion.
Défenseur de la foi catholique, le duc de Lorraine renforce ses liens avec les monarchies catholiques de l'Empire en mariant Élisabeth à son cousin le duc Maximilien Ier de Bavière, fils de sa sœur Renée de Lorraine et du duc Guillaume V de Bavière. Les noces sont célébrées à Nancy le 6 février 1595.
L'union reste stérile mais le duc et la duchesse se font remarquer par leur piété et leurs œuvres charitables.
En 1597 le duc Guillaume V de Bavière abdique et se retire dans un couvent. Maximilien monte sur la trône. Il a 24 ans. 
En 1619, le cousin protestant du duc, Frédéric V du Palatinat, se fait proclamer roi de Bohême par les sujets révoltés de l'empereur Ferdinand II. Bavarois et Lorrains viennent au secours de l'empereur. Frédéric V est vaincu à la bataille de la Montagne-Blanche où se distinguent notamment le duc de Bavière et le prince de Vaudémont, un neveu de la duchesse. Mis au ban de l'empire, le prince palatin est déchu de sa dignité électorale qui est alors conférée à son époux qui devient ainsi le premier prince-électeur de l'Empire. Cependant la guerre continue, devient européenne,  durera jusqu'en 1648, ravageant notamment la Lorraine.
Pendant l'hiver 1634-1635, fuyant une épidémie de peste, le couple électoral vieillissant se réfugie à l'abbaye de Ranshofen où l'électrice s'éteint le 4 janvier 1635. Sa dépouille repose à l'église Saint-Michel de Munich tandis que son cœur et ses entrailles sont conservés à la chapelle d'Altötting.

## Épilogue
Pour s'assurer une descendance et malgré ses 62 ans, Maximilien Ier se remariera quelques mois plus tard avec sa nièce l'archiduchesse Marie-Anne d'Autriche laquelle lui donnera l'héritier attendu. Leur petite-fille sera l'épouse du "Grand Dauphin", fils de Louis XIV. 
Par une ironie de l'histoire et de la généalogie, Frédéric V est l'ancêtre direct des Habsbourg-Lorraine : il est en effet le grand-père paternel d'Élisabeth-Charlotte de Bavière (1652-1722), la fameuse princesse palatine, dont le petit-fils François III, duc de Lorraine et de Bar deviendra empereur après avoir épousé le 12 février 1736 l'archiduchesse Marie-Thérèse d'Autriche.